# Anthony Waller
Anthony Waller est un réalisateur, producteur, scénariste et acteur britannique né le 24 octobre 1959 au Liban.

## Filmographie

### comme réalisateur
- 1989 : Als die Liebe laufen lernte - 2. Teil
- 1994 : Témoin muet (Mute Witness)
- 1997 : Le Loup-garou de Paris (An American Werewolf in Paris)
- 2000 : Le Coupable (The Guilty)
- 2008 : Nine Miles Down
- 2009 : The Singularity Is Near

### comme producteur
- 1994 : Témoin muet (Mute Witness)
- 1997 : Le Loup-garou de Paris (An American Werewolf in Paris)
- 2000 : Le Coupable (The Guilty)
- 2000 : Le Petit Vampire (The Little Vampire)

### comme scénariste
- 1994 : Témoin muet (Mute Witness)
- 1997 : Le Loup-garou de Paris (An American Werewolf in Paris)

### comme acteur
- 1997 : Le Loup-garou de Paris (An American Werewolf in Paris) : Metro Driver
- 2000 : Le Coupable (The Guilty) : Man In Bar